# 埃尔莫雷利
埃尔莫雷利，是西班牙加泰罗尼亚塔拉戈纳省的一个市镇。总面积6平方公里，总人口2332人（2001年），人口密度389人/平方公里。